# Província de Baiankhongor
La província de Baiankhongor (en mongol Баянхонгор аймаг, Baiankhongor aimag) és una de les 21 províncies o aimags de Mongòlia. Està situada al sud de l'estat. Ocupa una extensió de 116.000 quilòmetres quadrats i té una població de 84.779 habitants (dades de 2000). La capital és la ciutat de Baiankhongor.